# Кавендиш, Уильям, 6-й герцог Девонширский
Уильям Джордж Спенсер Кавендиш (21 мая 1790 — 18 января 1858) — 6-й герцог Девонширский, кавалер Ордена Подвязки и Тайного совета Великобритании, маркиз Хартингтон до 1811 года, британский лорд, придворный политик и виг. Известный как «герцог-холостяк», был лордом-камергером в 1827—1828 и 1830—1834 годы.
Уильям Джордж родился в Париже, и был сыном Уильяма Кавендиша, 5-го герцога Девонширского, и леди Джорджианы, дочери Джона Спенсера, 1-го графа Спенсера. Он получил образование в Харроу и Тринити-колледже в Кембридже. Его мать умерла в 1806 году, а в 1811 году после смерти отца, он унаследовал герцогский титул в возрасте 21 года.

## Политическая карьера
В политике Уильям продолжил семейную традицию, поддержав католическую эмансипацию, отмену рабства и снижение количества трудовых часов на заводах. В 1827 году он был приведён к присяге Тайного совета и стал кавалером ордена Подвязки. Он был направлен в Москву для представления британской короны на церемонии коронации Николая I в 1826 году; остановился в усадьбе Баташева.
25 декабря 1827 года был награждён орденом Св. Андрея Первозванного.
Девоншир был также лордом-наместником Дербишира в 1811-58 гг. и нёс державу на коронации Георга IV в 1821 году. Однако прогрессирующая глухота с раннего возраста мешала ему принимать более активное участие в общественной жизни.

## Личная жизнь
Уильям Кавендиш был близким другом принца-регента (Георга IV).
Он был покровителем общества The Derby Town and County Museum and Natural History Society, основавшего Музей и художественную галерею Дерби.
Кроме того, Уильям, сам увлеченный садовод, был избран президентом Королевского садоводческого общества в 1838 году, на этой должности он проработал двадцать лет до своей смерти.
Наиболее коммерчески эксплуатируемый сорт банана в мире — Cavendish banana, был назван в честь образца, привезённого с Маскаренских островов и затем культивированного Уильямом в его теплице и ставшего основой практически для всех мировых сортов Кавендиша.
Многое из частной переписки герцога, в том числе письма своим возлюбленным, было уничтожено его викторианской роднёй. Он собирался жениться на леди Кэролайн Понсонби, его кузине, но она вышла замуж за Уильяма Лэма, что глубоко расстроило его.
Уильям Кавендиш умер в Хардвик-холлe, в январе 1858 года, в возрасте 67 лет. Поскольку он не был женат, герцогство перешло к его двоюродному брату Уильяму Кавендишу, 2-му графу Берлингтону. Его младший титул барона Клиффорда впал в состояние неопределенности между его сестрой, Джорджианой, графиней Карлайл, и Харриет, графиней Гранвилл.

## «Девонширский изумруд»
В 1831 году дон Педро, бывший император Бразилии Педру I, приехавший в Европу после своего отречения, подарил шестому герцогу Девонширскому великолепный кристалл изумруда, добытый в знаменитых колумбийских копях Мусо в Южной Америке. В рукописном каталоге коллекции Аллана-Грега в Британском музее имеется упоминание о прекрасном изумруде, в котором можно безошибочно узнать «Девонширский изумруд». Составитель каталога Томас Аллан напротив даты 1831 и номера 85 его коллекции, под которым описан кристалл ромбоэдрического изумруда, сделал пометку и написал: «Среди камней, принадлежащих фирме „Ранделл и К°“, я видел другой прекрасный кристалл, весящий 8 унций и 18 гранов, или 1043 (описка — должно быть написано 1343, а не 1043) карата, имеющий совершенную форму, размеры в диаметре 2 1/4, 2 1/8 и 1 7/8 дюйма и высоту около 2 дюймов». Приобрёл ли дон Педро кристалл у компании, привёз ли он его с собой из Бразилии и по каким-то причинам оставил у ювелиров, неизвестно.